# چشم خروس ایرانی
چشم خروس ایرانی (نام علمی: Adonis dentata) نام یک گونه از سرده چشم خروس است. جنس یا سرده چشم خروس در ایران ۷ گونه گیاه علفی یک ساله و چند ساله دارد. چشم خروس ایرانی یکی از این ۷ گونه موجود در ایران است.